# 德浪河谷戰役
德浪河谷戰役（Battle of Ia Drang）是美國介入越南戰爭以來，美軍與越南人民軍（北越軍）主力部队第一次重大正面交戰，双方都认为取得了很大的战果，都认为己方是胜利者。整个战斗分为两个阶段：1965年11月14日~16日，美國陸軍第1騎兵師第7騎兵團第1營进行大胆的一次进攻被北越军优势兵力包围，但北越军没有将包围美军消滅，反而主动撤退；11月17日~18日，增援的第7骑兵团第2营撤出防线时遭到北越军伏击，伤亡较大。美军在实战中首次大规模实践了直升机机降突击作战且有不错的表现，美军机降部队获得部署在法尔肯着陆区的105mm轻型榴弹炮不错的昼夜持续火力支援，并在发出“断箭”的暗号后更获空军日间的全力支援，越南人民軍却是从柬埔寨徒步进入南越，依靠其自身的装备显得较为脆弱。
最終美军没有实现搜索并消滅北越军的计划，北越將南越分割為兩段的計畫也未能实现。這場戰役使北越從此決定避免與美軍進行正面衝突，改而採取游擊戰術。

## 背景
1963年11月，南越政治军事局势恶化，并发生推翻及枪杀总统吳廷琰的军事政变。此后，南越的军事政变与反政变层出不穷，政局非常动荡。南越陆军已经不能与越南南方民族解放陣線抗衡。南越农村基本上被越共所控制。在此危局下，駐越美軍司令官威廉·威斯特摩兰认为，南越陆军即使在美国顾问直接指挥、训练下，也难以对抗越共武装，必须投入美国正规地面部队去消灭越共游击武装。美国总统林登·约翰逊于1965年批准了威斯特摩兰向南越战场投入30万美国正规地面部队的计划。1965年2月起，美国的正规部队开始进入南越。
美军自1950年代末期開始實驗空中机动战术，即用直升机完成营级地面部队的部署、補給及撤离，由於重武器不易空投，火力支援以攻击机、炮兵、直升机外挂武器系统提供。美军为此组建了第11空中突击师来验证作战理论，把长期驻扎在韩国的原美军骑兵第1师改称步兵第2师，而以第11空中突击师为班底改编命名为新的第1空中骑兵师，8月15日开赴越南，9月19日全部抵达归仁，随即进入西原地区（即越南中央高地）东部边缘的安溪机场（起降C-130运输机），建立拉德克利夫基地。当时全师编制1.6万人，拥有400余架直升机。
西原地区地处南越中部，1964年开始北越正规军沿着胡志明小道南下，如果北越方面占据这里可方便地向南越实施渗透，南越有被分割为两段的危险。
1963年10月，美国陆军特种部队在波莱古以南40km，越柬边界不足32km的波莱梅（Plei Me）建立前进据点，以获取并维持西原少数民族反共武装的支持、搜集在胡志明小道活动的越军情报。自1964年起，越共第2团和第409特工营与南越的5个营在中央高地屡次交手。为此，美国方面决定派出自己的部队进驻此地，以稳定这里的局势。
1965年，波莱梅据点有平民遊擊防衛群計畫武装400人（本地的高地族、嘉莱族）、美国陆军特种部队第5作战群的12名顾问、南越陆军特种部队的14人。 隶属于越南共和國第2軍指挥。
越南南方人民解放武装力量B3战场司令员兼政委朱辉珉少将、副司令员阮友安上校，政治部主任邓武协中校，计划攻克波莱美据点，打通在此梗阻的胡志明小道南北运输走廊，保卫后方根据地，歼灭来援敌军有生力量，从而进逼越南共和國第2軍驻地波莱古，切断波莱古与安溪、海边归仁的19号公路。B3战场有三个团，总计4500人，编制为越南南方解放武装力量第1师：
- 第32团（或称第320团）1965年1月即到西原地区参战，辖第4、5、6营；
- 第33团1965年9月抵达，辖第1、2、3营；
- 第66团预计1965年11月初抵达，辖第7、8、9营。[7] 。该团1972年编入第10师。1975年4月30日在阮友安少将的第二军编成内与1984年7月，第66团调往河江战场，参加边境轮战。

集结地为越柬边界的朱邦山（Chu Pong Massif）。美国军事援助越南司令部计划使用B-52地毯式轰炸消灭在朱邦山集结的越军几个主力团。朱辉珉决定不待三个团集结完毕，就使用先抵达的2个团发起波莱梅战役（10月23日-11月28日）。“计划分为三个阶段：1)第33团（欠第二营）包围波莱梅并袭扰守军，施加足够压力以吸引南越陆军第2軍机动快反力量来援；2)第32团伏击援军的行进纵队并歼灭之；3) 两个团合兵一起攻克波莱梅据点。”第66团与第33团第2营为预备队。
1969年10月19日19时，越军第33团攻击了波莱梅的一支巡逻分队。22时，波莱梅西南一个前哨阵地被越共攻占。23时50分，波莱梅的北、西、东均受到使用轻武器、迫击炮、无后座力炮的越共的总进攻，在某些地域攻入防御圈。波莱梅的美军顾问哈罗德·M·穆尔（Harold M. Moore）上尉于20日04时呼叫空中火力支援，并在随后的一个昼夜持续呼叫。
第320团在波莱梅附近公路上设伏，企图拔除波莱梅据点，同时消灭从富美和波莱古来援之敌。美军以第1骑兵旅前往波莱古接替防卫，将驻波莱古的南越陆军第2軍军长阮福永祿中将决定迎击越共的进攻，10月20日下午开始集结机动部队以增援波莱梅。10月23日12时30分，阮重律中校指挥的南越军增援部队2个别动营、1个步兵营、1个装甲骑兵中队共1400人，在美第1骑兵旅的掩护下，10月21日离开波莱古以南20公里的富美（Phú Mỹ），试探越共可能的伏击。10月23日13时，沿省内6C号公路向波莱梅开进；17时30分在558高地遇伏。在美军空中支援下，越共于次日拂晓放弃了继续攻击，装以1个营继续佯攻波莱梅，其余部队沿德浪河谷向柬埔寨边界的朱邦山转移。10月24日南越军增援部队继续向波莱梅开进，10月25日进入波莱梅。10月26日，威廉·威斯特摩兰飞抵波莱梅，命令美军骑兵第1师向西搜索该股越共武装一直到越柬边界。由美骑1师副师长理查德·诺尔斯（Richard T. Knowles）准将指挥。南越空降部队担任追击行动的预备队。 美骑1师的作战分为三个阶段：
1. All the Way :第1旅，10月27日-11月9日
2. Silver Bayonet I：第3旅，11月9日-11月17日
3. Silver Bayonet II 第2旅，11月18日-11月26日

美骑1旅以3个营的兵力，并得到1个炮兵营和骑兵中队的加强，以宽大正面在波莱梅以北以西3900平方公里采用搜索与歼灭战术追击越共。越军承认第33团在围攻与撤退战斗中伤亡惨重，1500人的40%即600人阵亡；而第32团保持完整。11月1日，美骑1旅在波莱梅以西8公里处发现了越共的野战医院，杀死了起码99名越共，美军阵亡11人，伤47人。11月3-4日夜，美军在朱邦山以北的越柬边境伏击了越共的一支运输纵队，越军新抵达的第66团赶来反伏击美军，估计打死72名越共，4名美军阵亡。11与6日，美骑1旅2个连与越共持续交火，美军称杀死77名越共，美军阵亡26人，伤73人。11月9-11日，美骑1旅撤回安溪基地。 
11月10日，美骑3旅奉命向波莱美以东机动，以诱使越军B3战场的三个主力团重新集结，11月14日再次包围波莱梅，并在唯一的增援道路上设伏，计划于11月16日发起第二波对波莱美的进攻。

## 過程

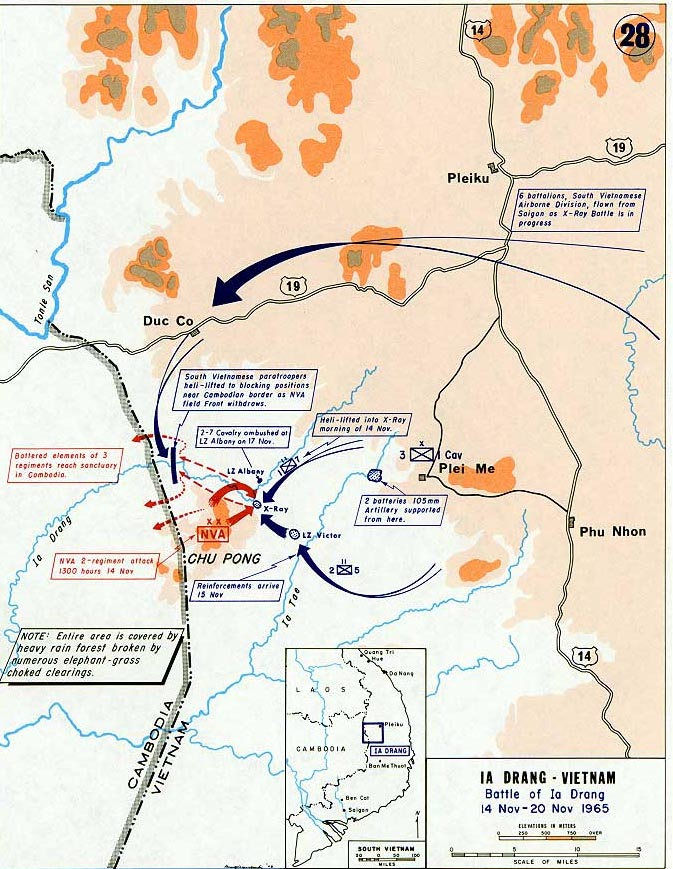
追击战斗过程

1965年11月，美军骑兵第1师第3旅在波莱梅附近持续数天搜索越共武装撤离踪迹但一无所获。威斯特摩兰根据截获的无线电信号在德浪河谷地区发现北越军的踪迹，11月12日第3旅旅长布朗上校（Thomas·"Tim"·Brown）决定派遣由营长哈爾·穆爾陸軍中校指挥的第7骑兵团第1营利用直升机垂直机动战术乘直升机袭击靠近德浪河谷的朱邦山（Chu Pongs Massif，位于波莱美西北14公里）下的“X光”着陆区（LZ X-Ray，位置13°34′4.6″N 107°42′50.4″E）的越共后方基地。11月13日，旅长布朗上校召见营长穆爾中校，指示空中机动突袭将在次日清晨实施。
第7骑兵团第1营兵力编制767人。包括：A、B、C共3个步兵连，每连6名军官、164名士兵，辖3个步兵排与1个有3门制的81毫米迫击炮排，步兵排辖3个步兵班与1个编制2挺M-60轻机枪的机枪班；火器连为D连，辖1个侦察排、1个迫击炮排、1个机枪排，5名军官、118名士兵；营部与营部连编制14名军官、1名准尉、119名士兵。1965年由于美国总统约翰逊坚持不肯实行紧急状态来延长士兵服役期，所以第7团第1营在8月15日在东海岸南卡罗来纳州查尔斯顿登船赴越南时，已经减少了一批尉官和100名服役即将期满的士兵，这些士兵都是充分受过空中机动作战训练的老兵。新补充的尉官缺少任职带兵的教育与训练。9月底，该营缺编88人。至10月、11月，又有10名士官、149名士兵按期离队归国。

### 交战

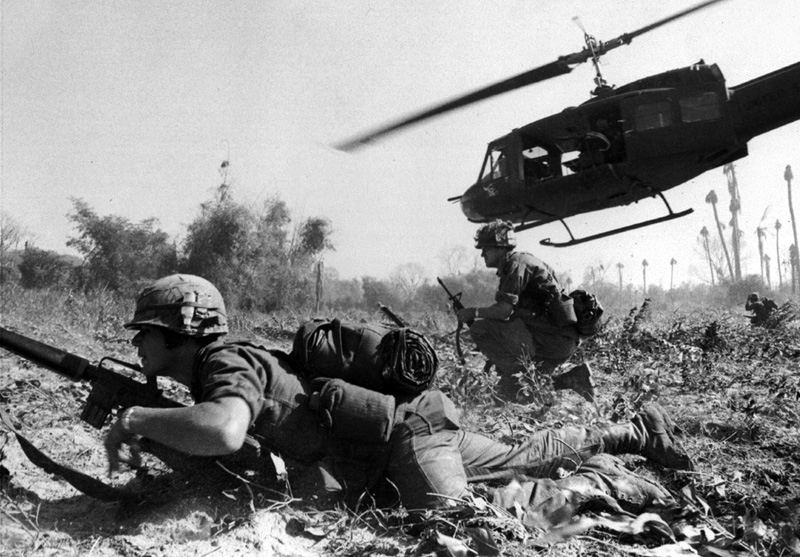
美军在LZ X-Ray着陆区降落

1965年11月14日星期日早上10时48分，美军第七騎兵團第一營營長哈爾·穆爾率450人在30分钟的炮兵、航空兵火力准备后，用16架UH-1休伊直昇機以空中運輸的方式分4批（B、A、C、D连顺序）降落在朱邦山以东的德浪河（Ia Drang）谷的“X光”机降区，至15:20机降完成。预先用支奴干直升机吊运第21炮兵团第1营的12门2吨重M101A1型105mm轻型榴弹炮的2个空中机动炮兵连与1个步兵连进驻“X光”机降区以东的“法尔肯”着陆区建立炮兵阵地充当火力支援。美军情报显示“X光”机降区有北越军一个营活动，实际上与回撤增援后方基地的越军第66团全部、第33团一部相遇，北越正規軍有2000人，是参加过奠邊府戰役的精銳之師。

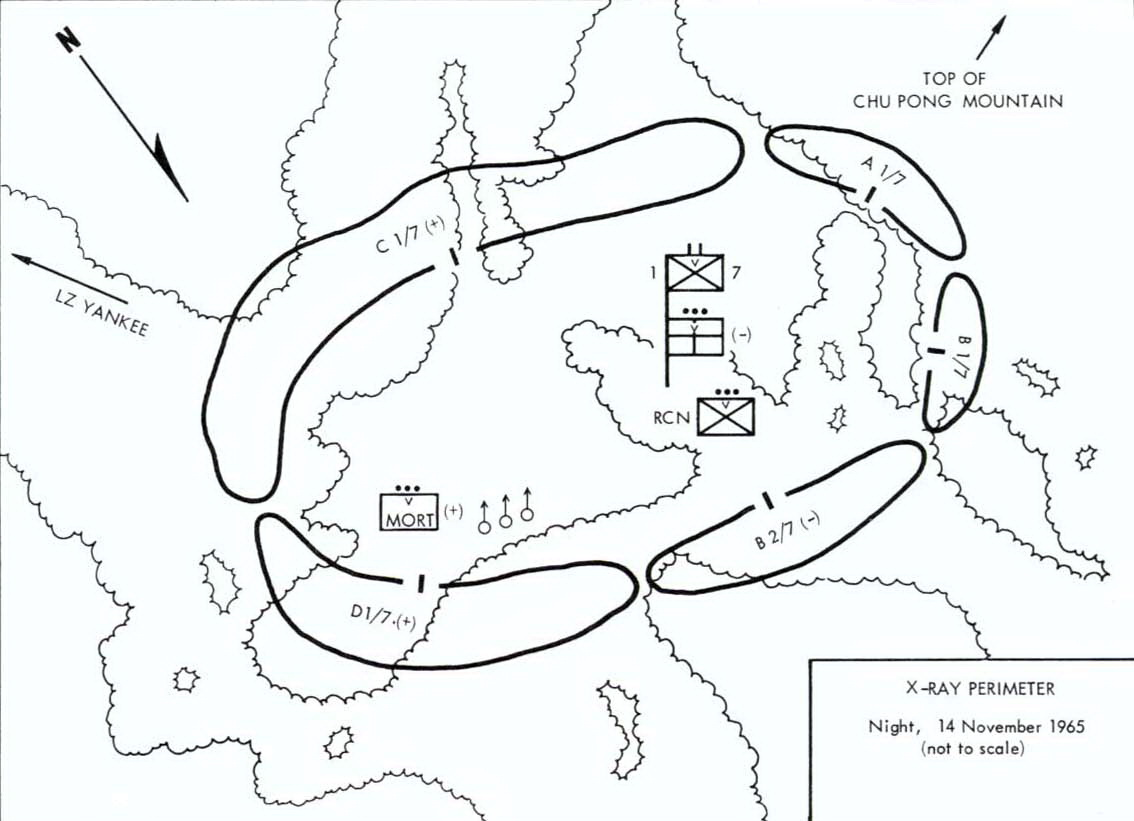
11月14日当晚美骑7团1营在X光着陆区的环形防御

最初美骑7团第一营的第一批部队在X光着陆区降落时，北越军没想到美军突然闯过来有些措手不及。美军乘着直升机陆续到达着陆区。美军B连2排则因推进追击当面北越军越走越远，最后陷入北越军包围之中。北越军先后投入第66团第9营、第7营以及第33团一部攻击并试图包抄美军。美军第1营降落不久，营长摩尔发现前方与左翼出现大量北越军士兵，于是指挥第一营形成了简易环形防御坚守住着陆区。美军利用直升机向被围的第1营输送弹药补给，将援军投放到侧翼，负责运输的直升机撤离后，负责火力压制的直升机利用自身携带的榴弹发射器、火箭弹、机枪配合地面部队作战。美军试图解救被围那个排的行动被北越军打退。当天17时第7骑兵团第2营的B连增援到达战场。
15日左翼与北越军纠缠在一起美军防线几乎要崩溃，前進空中管制官一度向指揮部呼叫：“断箭！”，美军空中支援拼命遏制北越军的攻势。战斗中美军空中协同也出了问题，上午8时一架F-100战斗机由于方位的错误将燃烧弹扔到美军阵地上造成伤亡。骑7团第2营的A连增援到达战场。当天11时45分，从地面增援的骑2旅骑5团第二营抵达了“X光”地区，美军阵地得以巩固，并解救被包围的B连2排。11月15日16时，从关岛起飞的18架B-52机群对“X光”机降区以西7公里的YA 8702网格区实施“弧光”行动猛烈轰炸并持续了6天。

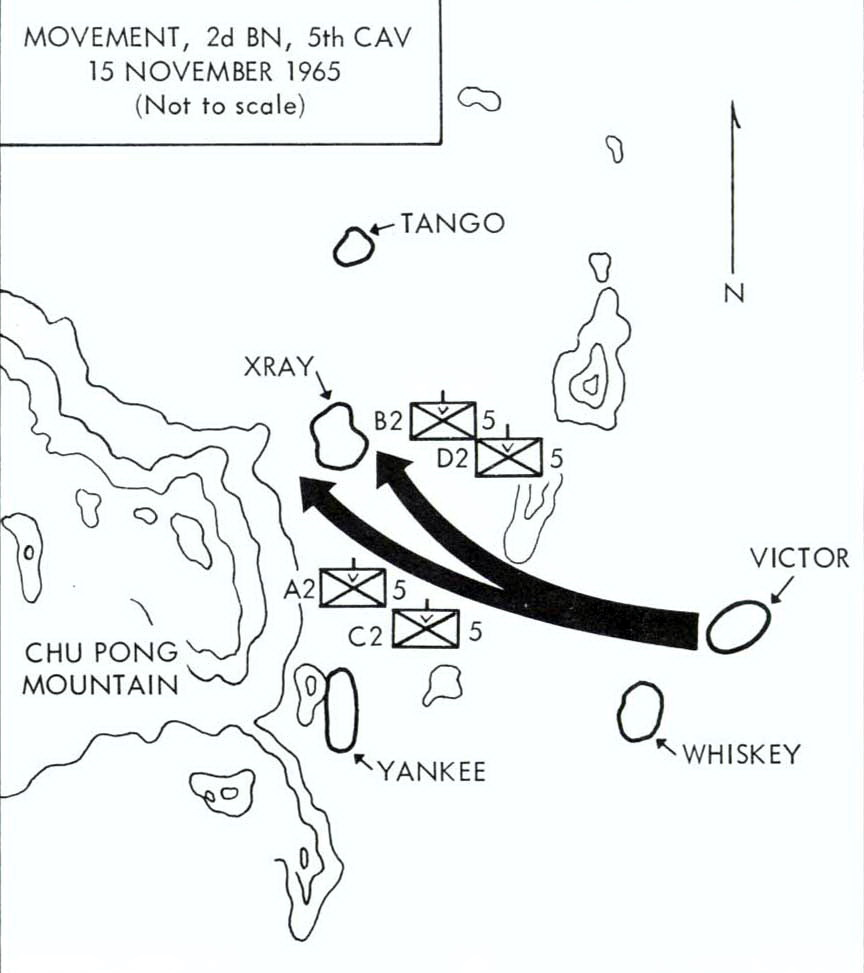
11月15日中午，骑5团第二营地面增援解救了X光着陆区

16日清晨，当面的最后一股越共撤出战斗。经3天激戰，美軍陣亡79人，北越陣亡634人。以16日北越军主动撤围收場。16日上午，前来增援解圍的骑7团第二营其余部分、骑2旅骑5团第1营A连从地面抵达了“X光”地区，第一營脫離撤出战斗。16日下午，伤亡惨重的骑7团第1营与第2营B连被替换下来空运至费尔康（Falcon）机降区。由骑3旅骑7团第2营与骑2旅第5团第1营接防“X光”地区
14日至16日参加战斗的越军为第66团第7、第9营。“X光”地区战斗，美军统计击毙越共634人，自身阵亡79人，伤121人。越军第66团战史称自身55人阵亡，约100人受伤；伤亡30%来自第7营，其余为第9营。
17日，骑2旅第5团第2营率先开始行军前往哥伦布（Columbus)机降区，骑7团第2营与骑2旅第5团第1营剩余连队随后徒步行军前往阿尔巴尼（Albany）机降区。预计13时起美军B-52机群将对“X光”地区彻底毁灭性地毯轰炸，骑2旅第5团第2营与骑7团第2营必须及时徒步撤往轰炸的“安全区”。美军骑7团第2营已经连续战斗、行军2昼夜，精疲力尽，疏于警戒，以致在徒步行军时遭遇伏击被重创。该营营长迈克迪德中校原本是骑一师人事官，已经有十年没有担任军事指挥岗了，由于晋升上校必须担任过营长职务，师长基纳德尔少将任命他为骑7团第2营营长时，还派遣经验丰富的亨利少校担任副职。17日16时， 北越第66团第八营（未投入战斗的生力军）出发赶赴预设伏击战场，布置了“L”型伏击阵位。骑7团第2营1500码长的行军队列中部的C连在战斗打响的第一分钟就有20多人被打死，撤出X光着陆场时该连有110人，伏击战中50人阵亡、50人负伤。先头开路的A连在最初几分钟就损失了两个排50人。阿尔巴尼（Albany）机降区的100人只有20人幸存。越军第33团第1营最初迷路，战斗打响几个小时后才赶至，从美军后背出击。北越军从两侧接近美军故意进入混战状态，甚至爆发了白刃战，使美军的炮火和空中支援无从发挥。亨利少校呼叫到的榴弹炮与凝固汽油弹支持，也杀死了一些美军。双方经过一夜16个小时混战，遇袭的第2营在地面援军与A-1攻击机、直升机支援下，又得到了骑5团1营的一个连机降增援，逐渐摆脱出来稳住了阵脚，越军见局势逆转立即撤走。在这場遭遇戰中美军统计骑7团第2营陣亡155人，124人负伤，5人失踪，北越军死亡403人。最终以北越军撤出战斗告终。美军也撤出了阿尔巴尼（Albany）机降区。
17-18日，南越空中机动旅增援阿尔巴尼着陆场的美军炮兵。越共第32团抗击南越军增援。18日16时30分，越军33团2、3营袭击哥伦布着陆场的美军，毙3人，伤13人，击毁4门火炮。
20日，越共趁夜撤出了战场，美骑3旅也撤回安溪休整，由骑2旅接替。据美军统计，美第3旅亡234人，伤245人，越军阵亡1037人，被俘6人。根据北越军方面鄧武協将军的记载，德浪河谷之战越军阵亡208人，伤146人。双方统计相去甚远。参见越南语维基百科，然而美軍是控制並清掃戰場的一方，其統計遠較於北越方來的準確。越军第66团在整个波莱美战役期间亡157人，伤239人。

## 结局
11月28日越军这3个主力团结束波莱梅战役，全部撤回越柬边界。12月初美第1骑兵师全部返回安溪基地。双方脱离接触。

## 文化作品
德浪河谷战斗中美军1营指挥官哈爾·穆尔（退役时军衔中将）和经历过德浪河谷之战的美国合眾社战地记者喬瑟夫·蓋洛威在1992年合著的回忆录《我们年轻时曾经是战士》，讲述了德浪河谷之战。
2002年根据此书改编由梅尔·吉布森主演的好萊塢電影《我们曾是战士》（We were soldiers）的劇情即是描述這次战斗。